# Інгер Герш Бенціонович
Герш Бенціонович (Григорій Борисович) Інгер (22 січня 1910, с. Сарни, Липовецький повіт, Київська губернія, Російська імперія — 11 лютого 1995, м. Москва, Російська Федерація) — радянський художник, відомий своїми ілюстраціями творів Шолом-Алейхема. Член Спілки художників СРСР.

## Біографія

### Походження
Герш Інгер народився в селі Сарни Липовецького повіту Київської губернії (нині Уманський район Черкаської області).
Дитинство провів в Умані, де відвідував єврейську початкову релігійну школу (хедер), а також брав уроки гри на скрипці.
У 1925 році переїхав до Києва, де з 1926 по 1930 рік навчався в Київській єврейської художньо-промисловій школі у Марка Епштейна, під впливом якого сприйняв художню ідеологію єврейського модернізму Культур-Ліги.
До початку 1930-х Інгер працював в основному в кубістичній манері.

### Життя в евакуації
У роки Радянсько-німецької війни в евакуації з дружиною і дочкою жив в селі Нове Климово Чуваської АРСР (на фронт не потрапив в зв'язку з втратою слуху), де починає антифашистські цикли, що розтягнулися на багато років — «Бабин Яр», «Камені Треблінки», «Останній шлях».
У своєму щоденнику в 1943 році Інгер пише: «При світлі каганця копіював малюнки Мікеланджело, ледве рухав пальцями … Я працював з насолодою». У пошуках роботи Інгер ходить по сусідніх селах (з щоденникової записи від 23 грудня 1943 року: «Останні два дні ходив по селах, шукав роботу …»). Інгер відгукується про сільських жителів округи: "Вони врівноважені, спокійні. Такими можуть бути тільки великі філософи — або діти. Може, це найвища людська мудрість? ". В цей час Інгер працює над ілюстраціями до роману Шолом-Алейхема, малює з натури сусідських дітлахів, ходить в ліс за дровами (з щоденникової записи від 25 лютого 1944 року: «Сьогодні закінчив ілюстрації до роману Шолом-Алейхема» Йоселе-Соловей «, тепер працюю над ілюстрацією до» Тев'є-молочаря ". В роботі шукаю порятунку від важких дум. Збираємося з дружиною в село Кільцівка — дванадцять кілометрів в холоднечу, але йти треба. Ми залишилися без хліба. Може бути, за роботу вдасться отримати борошном ").
Навесні 1944 року Інгер працює над ілюстраціями до «Гамлета».

### Після війни
У 1944 році повернувся в Москву.
Місце поховання: Москва, Востряковське кладовище (квадрат 36-3, ряд 10, огорожа / ділянку 391).

## Спадщина
Роботи Григорія Інгера знаходяться в Державній Третьяковській галереї, Державному музеї образотворчих мистецтв ім. Пушкіна, Центральному музеї музичної культури ім. М. І. Глінки, Музеї кіно, Чуваському художньому музеї (м. Чебоксари), Бєлгородському державному художньому музеї, Єврейському музеї в Парижі, а також у приватних збірках в Росії, США, Ізраїлі, Англії.